# Chelodina steindachneri
Chelodina steindachneri är en sköldpaddsart som beskrevs av  Friedrich Siebenrock 1914. Chelodina steindachneri ingår i släktet Chelodina och familjen ormhalssköldpaddor. Inga underarter finns listade i Catalogue of Life.
Denna sköldpadda förekommer i västra Australien.